# Fernando Riera
Fernando Carlos Riera Bauzá (Santiago del Cile, 27 giugno 1920 – Santiago del Cile, 23 settembre 2010) è stato un calciatore e allenatore di calcio cileno, di ruolo attaccante.

## Carriera

### Giocatore

#### Club
Da calciatore vinse un campionato cileno nel 1949 con l'Universidad Católica.

#### Nazionale
Partecipò al campionato del mondo 1950 in Brasile, segnando una rete nella vittoria per 5-2 contro gli Stati Uniti, l'unico successo durante il torneo.

### Allenatore

#### Club
Nella sua carriera da allenatore vinse due campionati portoghesi con il Benfica (1962-1963, 1966-1967) e tre Coppe del Cile (1977 con il Palestino, 1979 con la Universidad de Chile, 1984 con il CD Everton). Ha allenato i lusitani in due stagioni differenti: nel 1962-63, perdendo la Coppa Intercontinentale contro il Santos (1962) e conducendo il club di Lisbona alla finale di Coppa dei Campioni persa contro il Milan. Quindi di nuovo nel 1966-1967, vincendo un campionato.

#### Nazionale
Ha guidato la nazionale cilena durante il campionato del mondo 1962, in cui arrivò un sorprendente terzo posto davanti al pubblico di casa.

## Palmarès

### Giocatore
- Campionato cileno: 1

Universidad Católica: 1949

### Allenatore

#### Club
- Campionato portoghese: 2

Benfica: 1962-1963, 1966-1967
- Copa Chile: 3

Palestino: 1977
Universidad de Chile: 1979
CD Everton: 1984

#### Nazionale
- Campionato mondiale

Cile:  Terzo posto Cile 1962